# Bissetia (plante)
Cet article concerne le genre de mousses. Pour le genre de papillons, voir Bissetia (papillon).
Genre
Bissetia est un genre de plantes de la famille des Neckeraceae, comprenant une seule espèce décrite : Bissetia lingulata.

## Liste d'espèces
Selon Tropicos (9 septembre 2020) :
- Bissetia lingulata (Mitt.) Broth., 1906